# Freedom (cançó de Rage Against the Machine)
"Freedom" és una cançó del grup de rock nord-americà Rage Against the Machine, llançada com a quart i últim senzill del seu àlbum homònim el 1994.
"Freedom" es va utilitzar en un episodi de la sèrie de MTV Daria, titulat "Quinn The Brain" el 1998.

## Vídeo musical
El vídeo de "Freedom" va ser dirigit per Peter Christopherson i produït per Fiz Oliver a Squeak Pictures. Es va estrenar al programa MTV's 120 Minutes de la MTV el 19 de desembre de 1993. Segons la llista de CVC Broadcast & Cable Top 50, "Freedom" va ser la cançó número 1 el gener de 1994.
El vídeo està centrat en el cas de Leonard Peltier, un dels líders del moviment indi americà (AIM). La banda actua en directe en un petit local durant tot el vídeo. Durant el vídeo, s'examinen i es detallen imatges del cas Peltier amb plans de Peltier i altres membres d'AIM. També hi ha una recreació del fets que van succeir a la reserva índia de Pine Ridge. El metratge d'aquesta recreació és del documental de Michael Apted de 1992 , Incident at Oglala .
Durant la major part del vídeo, apareixen per la part inferior de la pantalla cites de Sitting Bull i informació general de l'AIM extreta de l'estudi de Peter Matthiessen de 1983 sobre el cas Peltier, In the Spirit of Crazy Horse. El vídeo acaba amb una imatge de Peltier a la presó i la frase "no s'ha fet justícia".

## Llistat de pistes
1. "Freedom"
2. "Freedom" (en viu)
3. "Take the Power Back" (en directe)